# Irlam
Irlam è una località di Salford di 18.504 abitanti della contea della Grande Manchester, in Inghilterra, già comune fino al 1974.